# Rive concave

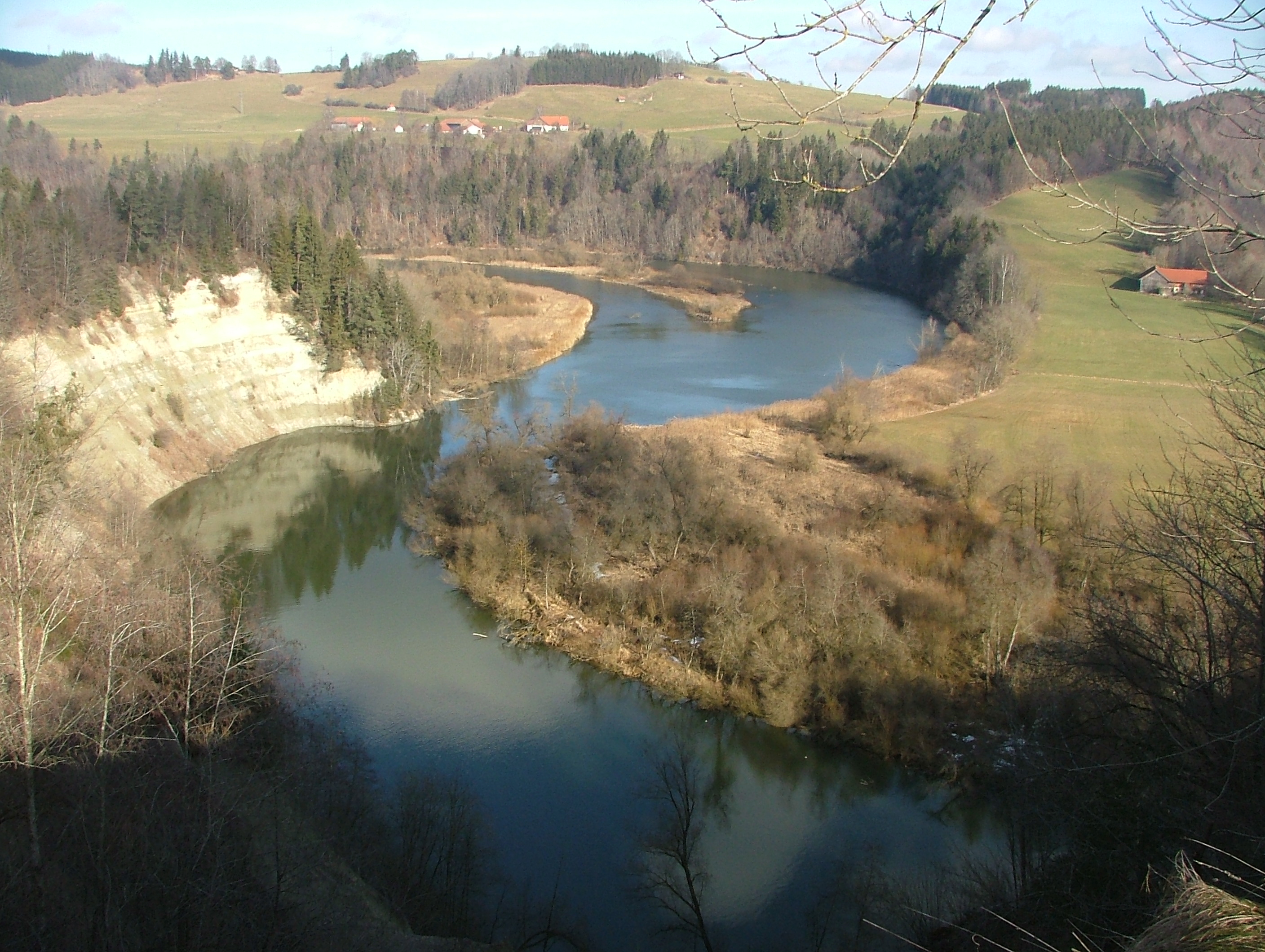
Berge concave à gauche et berge convexe à droite (rivière Iller dans les environs d’Altusried, en Souabe).

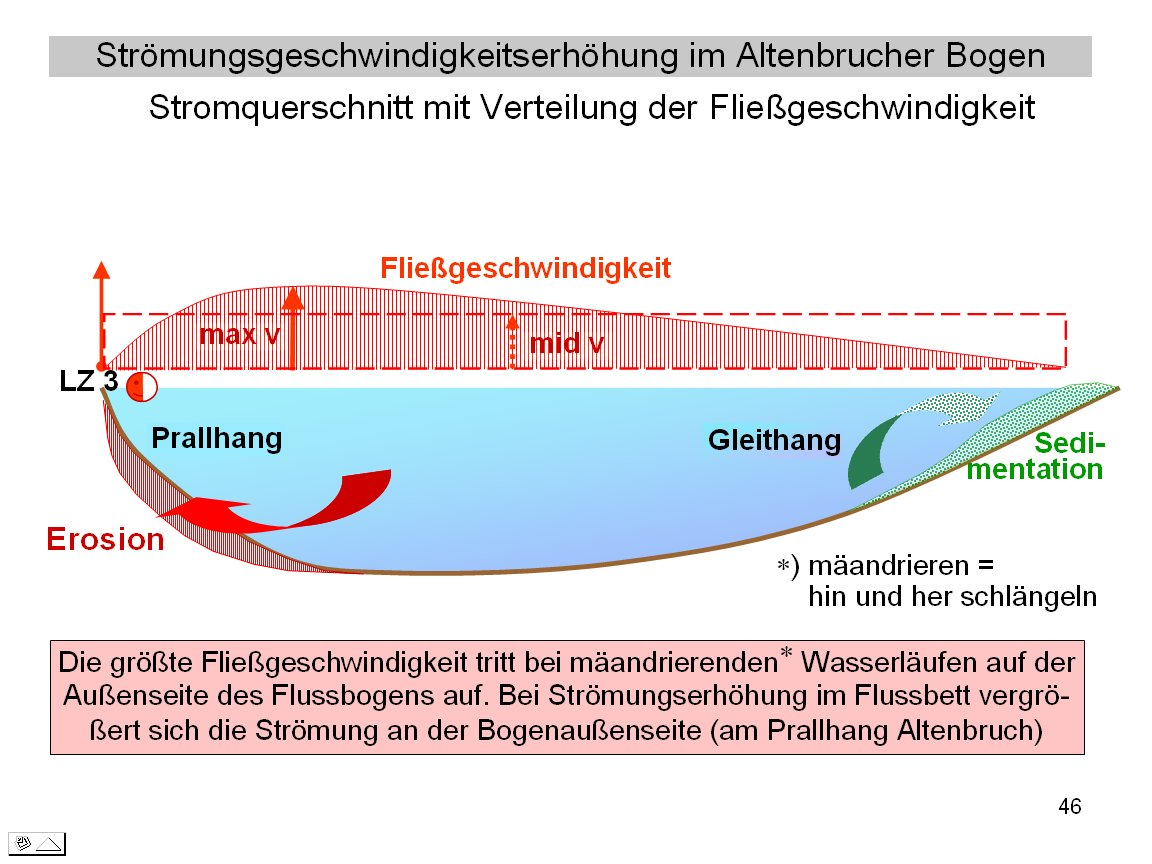
Représentation schématique d'une section de méandre par le Dr Achim Taubert.

La rive concave ou berge concave est la berge située à l’extérieur d’un méandre et qui est érodée par le courant. La berge située à l’intérieur est nommée berge convexe. Le long de la berge convexe s’accumulent des dépôts de sédiments qui forment une barre de méandre. Ces termes sont utilisés pour décrire la formation et la dynamique d’évolution des méandres des cours d'eau. Les méandres sont des processus dynamiques qui évoluent au cours du temps. Les méandres se déplacent vers l’extérieur de leur courbe par l’érosion de la berge concave et l’accumulation de sédiments le long de la berge convexe. Il arrive également en raison de ce mouvement de migration des méandres que deux berges concaves se rencontrent et créent une coupure de méandre entraînant l’apparition d’un bras-mort.
Ces processus d’érosion ne sont pas uniquement des caractéristiques des rivières mais se retrouvent également dans les phénomènes atmosphériques avec l’érosion résultante de l’action du vent ou dans les océans sous l’effet de courants marins par exemple.
L’érosion des berges concaves a pour conséquence la formation d’une berge le plus souvent verticale. Il n’est pas rare d’observer de véritables falaises le long des berges extérieures des rivières. Les effets de l’érosion sont parfois observables dans des espaces de temps très courts. 
Les berges du Danube dans les environs de Ratisbonne sont des exemples frappants des effets de la dérive des méandres. Au cours de millions d’années, le Danube a érodé ses berges extérieures laissant aujourd’hui des falaises jurassiques de plus de 50 mètres de hauteur, alors que les berges convexes présentent une faible hauteur.